# رایچینوویچکا ترناوا
رایچینوویچکا ترناوا (به صربی: Rajčinovićka Trnava) یک منطقهٔ مسکونی در صربستان است.